# バック・ビート
『バック・ビート』（Backbeat）は、1994年制作のイギリス映画。イアン・ソフトリー監督。ビートルズの初期メンバーであるスチュアート・サトクリフの生涯を描いた作品。
映画は主としてスチュアートとジョン・レノン、そしてドイツ人の女性写真家でありスチュアートのガールフレンドであったアストリッド・キルヒャーの3人の関係に焦点を合わせている。ハンブルクでのビートルズの初期の活動を記録にとどめており、スチュアートの寿命と初期のビートルズの歴史に関しては、1979年のテレビ映画『Birth』よりも正確であるといわれている。

## ストーリー
1960年、イギリスのリヴァプール。スチュ（スチュアートの愛称）は美術学校で出会った親友のジョンと夜の町へ遊びに出かけるが、他の男性グループと喧嘩となり、壁に頭を打ち付けて気を失ってしまう。ある日、ジョンからバンドに誘われ、ベーシストとして加入する。初めての巡業で、ジョン、スチュ、ポール・マッカートニー、ジョージ・ハリスン、ピート・ベストの5人はドイツ・ハンブルクに向かう。そこでスチュは1人の女性と運命的な出会いをする。クラウス・フォアマンと彼らのライブを観に来ていた女性写真家アストリッド・キルヒャーである。優れた絵の才能を持つスチュはアストリッドとの出会いをきっかけに、再び絵を描き始める。メンバーとともに1度帰国するが、再びハンブルクへ戻る。ビートルズの2度目のハンブルク巡業後、画家の道に進むことを決意し、ビートルズを脱退する。1962年4月10日、以前から体調不良を訴えていたスチュは、発作を起こしアストリッドの目の前でこの世を去る。3度目の巡業でハンブルク空港に到着したジョンとビートルズのメンバーは、アストリッドからその事実を知らされる。

## キャスト
※括弧内は日本語吹替（VHS版）
- スチュアート・サトクリフ - スティーヴン・ドーフ（二又一成）
- ジョン・レノン - イアン・ハート（立木文彦）
- ポール・マッカートニー - ゲイリー・ベイクウェル（竹村拓）
- ジョージ・ハリスン - クリス・オニール（谷口節）
- アストリッド・キルヒャー - シェリル・リー（弘中くみ子）
- ピート・ベスト - スコット・ウィリアムズ（英語版）
- リンゴ・スター - ポール・ダックワース
- クラウス・フォアマン - カイ・ヴィージンガー（英語版）
- シンシア・パウエル - ジェニファー・イーリー

## スタッフ
- 監督：イアン・ソフトリー
- 製作総指揮：ニック・パウエル
- 製作：フィノラ・ドワイヤー、スティーヴン・ウーリー
- 脚本：イアン・ソフトリー、マイケル・トーマス、ステイーブン・ワード
- 撮影：イアン・ウィルソン（英語版）
- 音楽監督：ボブ・ラスト
- 音楽：ドン・ワズ
- 美術：ジョセフ・ベネット
- 提供：ポリグラム

## エピソード
劇中に流れるビートルズの曲はハンブルクで記録された曲ではなく、アメリカの有名オルタナティブロックバンドのメンバーによるカバー曲である。
ビートルズ・サウンドを鮮やかにリニューアルしたことでも話題になった。また同年、サウンドトラック盤として東芝EMI（イギリスではVirgin）よりCDアルバム『バック・ビート』としてリリースされている。
バンドメンバー
- デイヴ・パーナー　Dave Pirner（ソウル・アサイラム）、ボーカル
- グレッグ・デュリ　Greg Dulli（アフガン・ウィッグス）、ボーカル
- サーストン・ムーア　Thurston Moore（ソニック・ユース）、ギター
- ドン・フレミング　Don Fleming（ガムボール）、ギター
- マイク・ミルズ　Mike Mills（R.E.M.）、ベース
- デイヴ・グロール　Dave Grohl（ニルヴァーナ/フー・ファイターズ）、ドラム

ただし、「マイ・ボニー」の演奏シーンでは1961年にハンブルクで録音したビートルズ自身とトニー・シェリダンによる音源が使用されている。この音源は（まだ契約前だった）パーロフォンレーベルのものではなく、ポリドールレーベルからリリースされたものであるためと思われる。

## 受賞歴
- 英国アカデミー賞作曲賞（アンソニー・アスクィス映画音楽賞）（1994年） - ドン・ワズ
- 英国アカデミー賞 イギリス作品賞（アレキサンダー・コルダ賞）（1994年）

## 舞台
イアン・ソフトリー監督自身が舞台化し、日本では2019年に『BACKBEAT』のタイトルで初演となる。2019年の公演は、翻訳・演出を石丸さち子、音楽を森大輔が担当、スチュアート・サトクリフ役を戸塚祥太（A.B.C-Z）、ジョン・レノン役を加藤和樹、ジョージ・ハリソン役は辰巳雄大（ふぉ〜ゆ〜）、ポール・マッカートニー役にJUON（FUZZY CONTROL）、ピート・ベスト役を上口耕平、アストリッド・キルヒヘル役を夏子が務め、他に助演キャストが出演した。
2023年に再演。翻訳・演出と音楽のスタッフと、スチュアート役、ジョン役、ジョージ役、ポール役、ピート役のキャストは2019年公演から引き続きで、アストリッド役は愛加あゆが新たに務め、他に助演キャストが出演した。